# (22288) 1988 TR2
1988 تي أر 2 (ويعرف أيضًا باسم (22288) 1988 تي أر 2 وفق تسمية الكوكب الصغير) (بالإنجليزية: 1988 TR2)‏ هو كويكب ضمن حزام الكويكبات؛ وترتيبه 22288 من حيث الاكتشاف.
اكتُشف هذا الجُرم الفلكي بواسطة Antonín Mrkos ‏ في 11 أكتوبر 1988.

## وصلات خارجية
- (22288) 1988 TR2 في قاعدة بيانات مختبر الدفع النفاث لأجرام النظام الشمسي الصغيرة

- الاكتشاف · مخطط المدار ·  العناصر المدارية · المعلمات المادية

- (22288) 1988 TR2 على موقع ويكي سكاي: DSS2, SDSS, GALEX, IRAS, Hydrogen α, X-Ray, Astrophoto, Sky Map, Articles and images